# موریل بیخو
موریل بیخو (به اسپانیایی: Muriel Viejo) یک دهستان در اسپانیا است که در سریا واقع شده‌است.

## خصوصیات
موریل بیخو ۱۱ کیلومترمربع مساحت و ۶۹ نفر جمعیت دارد.